# Station Booterstown
Booterstown (Iers:Stáisiún Bhaile an Bhóthair),  is een treinstation in Booterstown, een plaats in Dun Laoghaire-Rathdown ten zuiden van Dublin.
Het station werd geopend in januari 1835. Het ligt aan de eerste spoorlijn in het land, de Dublin and Kingstown Railway die in 1834 werd geopend. Het oorspronkelijke station werd in 1960 gesloten, maar het is in juli 1984 heropend bij de opening van de DART-lijn.